# Пресвитерианская церковь Центральной Африки
Пресвитерианская церковь Центральной Африки (англ. The Church of Central Africa Presbyterian, CCAP) — пресвитерианская конфессия.
В состав церкви входят пять синодов: в Замбии (Синод Замбии), в Зимбабве (Синод Хараре) и три синода в Малави (Синод Ливингстонии на севере страны, Синод Нхомы в центре и Синод Блантайра на юге).
Церковь — крупнейшая протестантская конфессия в Малави.

## История
После прибытия Дэвида Ливингстона шотландские пресвитерианские церкви открыли миссии в Малави. В 1875 году Свободная церковь Шотландии обосновалась на севере Малави со штаб-квартирой в Ливингстонии, а в 1876 году Церковь Шотландии открыла миссию в Блантайре . В 1889 году Капский синод Голландской реформатской церкви в Южной Африке начал работу в центральной Малави. Первоначально его центр располагался в городе Мвера, но позже синод переехал в Нхому. Эти три миссии положили начало трем синодам церкви в Малави.
В 1911 году Синоды Ливингстонии и Блантайра объединились, чтобы сформировать организацию «Пресвитерианская церковь Центральной Африки», хотя из-за Первой мировой войны этот союз просуществовал лишь до 17 сентября 1924 года. В состав церкви в то время входило 28 священнослужителей (около половины из которых были этническими африканцами) и 32 старейшины (почти все из которых были африканцами).
В 1926 году бывший голландский реформатский синод Нхома присоединился к церкви. Синод Хараре присоединился к нему в 1965 году, а Синод Лундази (ныне — Синод Замбии) присоединился к в 1984 году.
В 1993 году Синод Блантайра опубликовал заявление, в котором признал исторически тесные связи с Партией Конгресса Малави, так что «церковь постепенно утратила способность увещевать или пастырски обращаться к правительству» и указал: «не хочу совершить ту же ошибку и сейчас, чтобы гарантировать, что церковь сохранит свой пророческий голос на протяжении предстоящих лет истории нашей страны».
В 1998 году некоторые харизматические члены отделились от церкви и сформировали Пресвитерианскую церковь Малави.
Церковь вступила в громкую публичную вражду со вторым вице-президентом Малави Чакуфвой Чиханой в 2004 году после того, как Чихана посоветовала церкви не «вмешиваться» в политику.

## Вероучение
Синод Нхомы принял Бельгийское исповедание, Гейдельбергский катехизис и Дортские каноны в качестве своих доктринальных стандартов. Синод Замбии присоединился к этим канонам, а также к Галликанскому исповеданию, Шотландскому исповеданию, Второму Гельветическому исповеданию, Тридцати девяти статьям и Вестминстерскому исповеданию.

## Внешние ссылки
- Пресвитерианская церковь Центральной Африки - Синод Блантайра
- Пресвитерианская церковь Центральной Африки – Церковь Святого Павла CCAP